# Wereldkampioenschap superbike van Phillip Island 1996
Het wereldkampioenschap superbike van Phillip Island 1996 was de twaalfde en laatste ronde van het wereldkampioenschap superbike 1996. De races werden verreden op 27 oktober 1996 op het Phillip Island Grand Prix Circuit op Phillip Island, Australië.
Troy Corser werd gekroond tot kampioen met een derde plaats in de eerste race van het weekend, wat genoeg was om zijn laatste concurrenten Aaron Slight, John Kocinski en Carl Fogarty voor te blijven.

## Race 1
| Pos | Nr | Rijder               | Constructeur | Rondes | Tijd                | Grid | Punten |
| --- | -- | -------------------- | ------------ | ------ | ------------------- | ---- | ------ |
| 1   | 4  | Anthony Gobert       | Kawasaki     | 22     | 35:19.919           | 4    | 25     |
| 2   | 45 | Colin Edwards        | Yamaha       | 22     | +0.284              | 1    | 20     |
| 3   | 2  | Troy Corser          | Ducati       | 22     | +12.163             | 2    | 16     |
| 4   | 1  | Carl Fogarty         | Honda        | 22     | +14.190             | 9    | 13     |
| 5   | 51 | Peter Goddard        | Suzuki       | 22     | +14.236             | 10   | 11     |
| 6   | 5  | Wataru Yoshikawa     | Yamaha       | 22     | +14.314             | 7    | 10     |
| 7   | 11 | John Kocinski        | Ducati       | 22     | +14.407             | 6    | 9      |
| 8   | 7  | Pierfrancesco Chili  | Ducati       | 22     | +26.032             | 8    | 8      |
| 9   | 67 | Mike Hale            | Ducati       | 22     | +28.746             | 13   | 7      |
| 10  | 36 | Kirk McCarthy        | Suzuki       | 22     | +39.520             | 14   | 6      |
| 11  | 10 | John Reynolds        | Suzuki       | 22     | +39.561             | 15   | 5      |
| 12  | 8  | Piergiorgio Bontempi | Kawasaki     | 22     | +39.935             | 12   | 4      |
| 13  | 64 | Damon Buckmaster     | Suzuki       | 22     | +40.249             | 18   | 3      |
| 14  | 99 | Steve Martin         | Suzuki       | 22     | +40.275             | 17   | 2      |
| 15  | 62 | Dean Thomas          | Honda        | 22     | +1:08.023           | 20   | 1      |
| 16  | 18 | Igor Jerman          | Kawasaki     | 22     | +1:23.525           | 26   |        |
| 17  | 12 | Rob Phillis          | Kawasaki     | 22     | +1:32.178           | 22   |        |
| 18  | 69 | Craig Connell        | Ducati       | 22     | +1:32.189           | 21   |        |
| 19  | 66 | Benn Archibald       | Ducati       | 22     | +1:39.796           | 24   |        |
| 20  | 57 | Alistair Maxwell     | Kawasaki     | 21     | +1 ronde            | 32   |        |
| 21  | 80 | Simon Middleton      | Kawasaki     | 21     | +1 ronde            | 29   |        |
| 22  | 89 | John Orchard         | Kawasaki     | 20     | +2 ronden           | 33   |        |
| 23  | 84 | Craig Stafford       | Yamaha       | 20     | +2 ronden           | 30   |        |
| DNF | 39 | Sean Emmett          | Ducati       | 17     | Uitgevallen         | 25   |        |
| DNF | 6  | Simon Crafar         | Kawasaki     | 13     | Uitgevallen         | 5    |        |
| DNF | 63 | David Emmerson       | Kawasaki     | 13     | Uitgevallen         | 23   |        |
| DNF | 38 | Shawn Giles          | Honda        | 13     | Uitgevallen         | 16   |        |
| DNF | 3  | Aaron Slight         | Honda        | 12     | Ongeluk             | 3    |        |
| DNF | 9  | Neil Hodgson         | Ducati       | 11     | Uitgevallen         | 11   |        |
| DNF | 53 | Graeme Wilshaw       | Suzuki       | 5      | Uitgevallen         | 28   |        |
| DNF | 74 | John Phelan          | Kawasaki     | 5      | Uitgevallen         | 27   |        |
| DNS | 61 | Rip Crocker          | Honda        | 0      | Niet gestart        | 19   |        |
| DNS | 59 | Michael Brenton      | Yamaha       | 0      | Niet gestart        | 31   |        |
| DNQ | 87 | Stephen Tozer        | Kawasaki     | 0      | Niet gekwalificeerd |      |        |
| DNQ | 90 | Garry Amos           | Ducati       | 0      | Niet gekwalificeerd |      |        |
| DNQ | 77 | Dieter Ackermann     | Kawasaki     | 0      | Niet gekwalificeerd |      |        |
| DNQ | 79 | Scott Webster        | Honda        | 0      | Niet gekwalificeerd |      |        |
| DNQ | 93 | Stuart Hablethwaite  | Kawasaki     | 0      | Niet gekwalificeerd |      |        |

## Race 2
| Pos | Nr | Rijder               | Constructeur | Rondes | Tijd                | Grid | Punten |
| --- | -- | -------------------- | ------------ | ------ | ------------------- | ---- | ------ |
| 1   | 4  | Anthony Gobert       | Kawasaki     | 22     | 35:24.149           | 4    | 25     |
| 2   | 3  | Aaron Slight         | Honda        | 22     | +0.109              | 3    | 20     |
| 3   | 45 | Colin Edwards        | Yamaha       | 22     | +10.133             | 1    | 16     |
| 4   | 67 | Mike Hale            | Ducati       | 22     | +11.817             | 13   | 13     |
| 5   | 11 | John Kocinski        | Ducati       | 22     | +15.275             | 6    | 11     |
| 6   | 1  | Carl Fogarty         | Honda        | 22     | +15.829             | 9    | 10     |
| 7   | 5  | Wataru Yoshikawa     | Yamaha       | 22     | +16.012             | 7    | 9      |
| 8   | 51 | Peter Goddard        | Suzuki       | 22     | +16.429             | 10   | 8      |
| 9   | 7  | Pierfrancesco Chili  | Ducati       | 22     | +16.476             | 8    | 7      |
| 10  | 10 | John Reynolds        | Suzuki       | 22     | +16.656             | 15   | 6      |
| 11  | 6  | Simon Crafar         | Kawasaki     | 22     | +21.718             | 5    | 5      |
| 12  | 9  | Neil Hodgson         | Ducati       | 22     | +42.069             | 11   | 4      |
| 13  | 69 | Craig Connell        | Ducati       | 22     | +42.624             | 21   | 3      |
| 14  | 62 | Dean Thomas          | Honda        | 22     | +43.095             | 20   | 2      |
| 15  | 36 | Kirk McCarthy        | Suzuki       | 22     | +56.022             | 14   | 1      |
| 16  | 12 | Rob Phillis          | Kawasaki     | 22     | +56.059             | 22   |        |
| 17  | 38 | Shawn Giles          | Honda        | 22     | +56.183             | 16   |        |
| 18  | 18 | Igor Jerman          | Kawasaki     | 21     | +1 ronde            | 26   |        |
| 19  | 53 | Graeme Wilshaw       | Suzuki       | 21     | +1 ronde            | 28   |        |
| 20  | 57 | Alistair Maxwell     | Kawasaki     | 21     | +1 ronde            | 32   |        |
| 21  | 84 | Craig Stafford       | Yamaha       | 21     | +1 ronde            | 30   |        |
| 22  | 89 | John Orchard         | Kawasaki     | 20     | +2 ronden           | 33   |        |
| NC  | 2  | Troy Corser          | Ducati       | 16     | +6 ronden           | 2    |        |
| NC  | 74 | John Phelan          | Kawasaki     | 14     | +8 ronden           | 27   |        |
| DNF | 8  | Piergiorgio Bontempi | Kawasaki     | 14     | Uitgevallen         | 12   |        |
| DNF | 63 | David Emmerson       | Kawasaki     | 13     | Uitgevallen         | 23   |        |
| DNF | 80 | Simon Middleton      | Kawasaki     | 11     | Uitgevallen         | 29   |        |
| DNF | 99 | Steve Martin         | Suzuki       | 7      | Uitgevallen         | 17   |        |
| DNF | 64 | Damon Buckmaster     | Suzuki       | 6      | Uitgevallen         | 18   |        |
| DNF | 39 | Sean Emmett          | Ducati       | 6      | Uitgevallen         | 25   |        |
| DNS | 61 | Rip Crocker          | Honda        | 0      | Niet gestart        | 19   |        |
| DNS | 66 | Benn Archibald       | Ducati       | 0      | Niet gestart        | 24   |        |
| DNS | 59 | Michael Brenton      | Yamaha       | 0      | Niet gestart        | 31   |        |
| DNQ | 87 | Stephen Tozer        | Kawasaki     | 0      | Niet gekwalificeerd |      |        |
| DNQ | 90 | Garry Amos           | Ducati       | 0      | Niet gekwalificeerd |      |        |
| DNQ | 77 | Dieter Ackermann     | Kawasaki     | 0      | Niet gekwalificeerd |      |        |
| DNQ | 79 | Scott Webster        | Honda        | 0      | Niet gekwalificeerd |      |        |
| DNQ | 93 | Stuart Hablethwaite  | Kawasaki     | 0      | Niet gekwalificeerd |      |        |

## Eindstanden na wedstrijd
| Pos | Nr | Rijder        | Team   | Punten |
| --- | -- | ------------- | ------ | ------ |
| 1   | 2  | Troy Corser   | Ducati | 369    |
| 2   | 3  | Aaron Slight  | Honda  | 347    |
| 3   | 11 | John Kocinski | Ducati | 337    |
| 4   | 1  | Carl Fogarty  | Honda  | 331    |
| 5   | 45 | Colin Edwards | Yamaha | 248    |

1990 · 1991 · 1992 · 1994 · 1995 · 1996 · 1997 · 1998 · 1999 · 2000 · 2001 · 2002 · 2003 · 2004 · 2005 · 2006 · 2007 · 2008 · 2009 · 2010 · 2011 · 2012 · 2013 · 2014 · 2015 · 2016 · 2017 · 2018 · 2019 · 2020 · 2022 · 2023 · 2024 · 2025